# Bathyraja fedorovi
Bathyraja fedorovi es una especie de pez de la familia de los Rajidae en el orden de los Rajiformes.

## Morfología
Los machos pueden llegar a alcanzar los 73,3 cm de longitud total.

## Reproducción
Es ovíparo y las hembras ponen huevos envueltos en una cápsula córnea.

## Hábitat
Es un pez marino y de aguas profundas que vive entre 447 y 2025 m de profundidad.

## Distribución geográfica
Se encuentra en el mar de Ojotsk y la costa pacífica de Japón.

## Observaciones
Es inofensivo para los humanos.